# Сенди Дени
Александра (Сенди) Илен Маклийн Дени (на английски: Alexandra Elene MacLean "Sandy" Denny) е английска певица и авторка на песни, която получава световна слава като главна певица на фолк рок групата „Феърпорт Конвеншън“. Носителка е на описанието „Върховната британска фолк рок певица“.
След като за кратко е в британската фолк група „Стробс“, тя се включва във „Феърпорт Конвеншън“ през 1968 г., с които остава до 1969 г. Основава краткотрайната „Фодърингей“ през 1970 г., с които издава един албум (30 години по-късно е открит още един албум), след което започва солова кариера. Между 1971 и 1977 г. тя издава четири самостоятелни албума: The North Star Grassman and the Ravens, Sandy, Like an Old Fashioned Waltz и Rendezvous. Тя е единственият музикант, който гостува като вокалист в албум на „Лед Зепелин“. Това се случва в албума без заглавие от 1971 г., в дует с Робърт Плант за песента The Battle of Evermore.
Музикалните публикации „Съндей Експрес“, „Ънкът“ и „Моуджоу“ определят Дени като съвършената жена-авторка на песни. Нейната композиция Who Knows Where the Time Goes? е преправяна от много музиканти като Джуди Колинс, Нина Симоне, Тен Таузънд Мениакс и Kет Пауър.

## Дискография

### Студийни соло албуми
- The North Star Grassman and the Ravens (1971)
- Sandy (1972)
- Like an Old Fashioned Waltz (1974)
- Rendezvous (1977)

### Концертни соло албуми
- The BBC Sessions 1971–1973 (1997)
- Gold Dust (1998) (live recording from final tour, 1977)
- Live at the BBC (2007 4-disc compilation)
- Sandy – Deluxe edition, 2012